# Pseudanogmus
Pseudanogmus is een geslacht van vliesvleugeligen uit de familie Pteromalidae. De wetenschappelijke naam van dit geslacht is voor het eerst geldig gepubliceerd in 1915 door Dodd & Girault.

## Soorten
Het geslacht Pseudanogmus omvat de volgende soorten:
- Pseudanogmus australia (Girault, 1917)
- Pseudanogmus silanus (Walker, 1843)